# Liste der Mitglieder der Deutschen Akademie der Naturforscher Leopoldina/1774
Die Liste der Mitglieder der Deutschen Akademie der Naturforscher Leopoldina für 1774 enthält alle Personen, die im Jahr 1774 zum Mitglied ernannt wurden. Insgesamt gab es elf neu gewählte Mitglieder.

## Mitglieder
| Nr. | Name                       | Beiname                    | Geboren       | Aufnahme | Gestorben     | Sektion      | Bild                       | Datenbank                 |
| --- | -------------------------- | -------------------------- | ------------- | -------- | ------------- | ------------ | -------------------------- | ------------------------- |
| 792 | Carl Gottlieb Wagler       | Carpitanus                 | 17. Juni 1731 | 30. Jan. | 20. Juli 1778 | Medizin      |                            | Karl Gottlieb Wagler      |
| 793 | Pieter Luchtmans           | Numisianus                 | 17. Apr. 1733 | 10. Mrz. | 2. Feb. 1800  | Chirurgie    | Pieter Luchtmans           | Peter Luchtmanns          |
| 794 | Jacque Agathange Le Roy    | Attalus II.                | 1734          | 10. Mrz. | 1812          | Medizin      |                            | Jacque Agathange Le Roy   |
| 795 | Johann Ehrenfried Pohl     | Philadelphus III.          | 12. Sep. 1746 | 10. Mai  | 25. Okt. 1800 | Botanik      |                            | Johann Ehrenfried Pohl    |
| 796 | Johann Friedrich Gmelin    | Cassius Dionysius          | 8. Aug. 1748  | 14. Jul. | 1. Nov. 1804  | Botanik      | Johann Friedrich Gmelin    | Johann Friedrich Gmelin   |
| 797 | Christoph Friedrich Sigel  | Aristophilus               | 1730          | 4. Jul.  | 1804          | Pharmazie    |                            | Christoph Friedrich Sigel |
| 798 | Christoph David Mann       | Bion                       | 1715          | 4. Jul.  | 19. Feb. 1787 | Medizin      |                            | Christoph David Mann      |
| 799 | Georg Christian Arnold     | Nileus III.                | 1747          | 9. Sep.  | 1827          | Geburtshilfe |                            | Georg Christian Arnold    |
| 800 | Johann Leberecht Schmucker | Heron II.                  | 1712          | 9. Sep.  | 5. März 1786  | Chirurgie    | Johann Leberecht Schmucker | Johann Lebrecht Schmucker |
| 801 | Ignaz von Born             | Aristrokrates Rheginensis  | 26. Dez. 1742 | 20. Okt. | 24. Juli 1791 |              | Ignaz von Born             | Ignaz Edler von Born      |
| 802 | Georg Sebastian Dillner    | Philolaus Crotoniensis II. | 1721          | 20. Okt. | 1775          |              |                            | Georg Sebastian Dillner   |

## Hinweis zu den Lebensdaten
In der Liste sind zunächst die Lebensdaten gemäß Archiv der Leopoldina aufgenommen. Diese beziehen sich bei noch nicht erstellten Namensartikeln auf die Angaben gem. Neigebaur (1860), Ule (1889) und dem Abgleich mit Wikidata. Die Lebensdaten im später erstellten Namensartikel können daher noch von den Lebensdaten in der Liste abweichen.